# The Orange County Register
The Orange County Register (abgekürzt OC Register) ist eine libertär ausgerichtete Tageszeitung im namensgebenden Orange County in Kalifornien. Die Zeitung wird in Santa Ana, dem Verwaltungssitz des Orange County, veröffentlicht. Die tägliche Auflage betrug 2009 etwa 236.270 und an Sonntagen 298.410. Dies bedeutete den fünften Platz in Kalifornien und Rang 29 unter den auflagenstärksten Zeitungen in den Vereinigten Staaten.

## Geschichte
Die am 25. November 1905 von einer Gruppe Geschäftsleuten unter dem Namen Santa Ana Daily Register gegründete Tageszeitung wurde bisher drei Mal mit dem Pulitzer-Preis ausgezeichnet. Sie wird vom Medienunternehmen Freedom Communications vertrieben. 1935 kostete die 32-seitige Abendzeitung drei Cent pro Exemplar. Vier Jahre später wurde der Name zu Santa Ana Register geändert. Im Jahr 1949 hatte die Sonntagsausgabe eine Auflage von 15.000 Exemplaren und kostete zehn Cent. Ab den 1950er-Jahren wurde die Zeitung unter dem Namen The Register veröffentlicht. 1959 führte man eine Morgenausgabe ein. 1985 erhielt das Blatt erstmals den Pulitzer-Preis. Seit dem Jahr heißt die Tageszeitung The Orange County Register.
Seit 2008 sind aktuelle Newsmeldungen auch übers Mobiltelefon erhältlich. Die Zeitung ist auch im Internet erreichbar und vor allem auf lokale Inhalte ausgerichtet.